# Wouro Sangue
Wouro Sangue est un village de la commune de Nyambaka situé dans la région de l'Adamaoua et le département de la Vina au Cameroun, sur la route qui relie Ngaoundéré à Meiganga.

## Population
En 1967, Wouro Sangue comptait 493 habitants, principalement des Peuls. Lors du recensement de 2005, 608 personnes y ont été dénombrées.

## Infrastructures
La localité dispose d'une école publique à cycle complet et d'une école maternelle